# Chiloschista parishii
Chiloschista parishii là một loài thực vật có hoa trong họ Lan. Loài này được Seidenf. mô tả khoa học đầu tiên năm 1988.